# 短茎萼脊兰
短茎萼脊兰（学名：Sedirea subparishii）为兰科萼脊兰属下的一个种。